# Мерилин Менсън
Мерилин Менсън (на английски: Marilyn Manson), роден с името Брайън Уорнър на английски: Brian Hugh Warner) на 5 януари 1969 г., е американски музикант и лидер на групата „Мерилин Менсън“.
Известен е с предизвикателните си текстове, държание и визия, заради които често е обект на ожесточени спорове и дискусии. Псевдонимът му идва от Мерилин Монро и Чарлс Менсън. Менсън казва, че е избрал този псевдоним, за да събере две противоположности в едно – една от най-обичаните актриси и един от най-мразените серийни убийци на 60-те години – „доброто“ и „злото“, образуващи цяло. Основната формула, по която се образуват имената на членовете на групата, е „първото име на известна поп личност“ + „фамилията на сериен убиец“. На 4 юли 2007 г. концертират в България. Менсън предава главно текстовете по мелодичен начин, въпреки че той непрекъснато усъвършенства своя вокален регистър, като използва няколко разширени вокални техники, като вокално оперение, крещене, грачене и кронинг. Гласът му има пет различни тона, които обърканият инженер Робърт Каранза открил, че могат да образуват пентаграма, които се внасят в фразален анализатор. Той притежава баритонов вокален тип и има вокален диапазон, който може да обхваща повече от четири октави. Най-ниската му бас нота за A1 може да бъде чута в „Arma-damdamn-motherfuckin-geddon“, докато неговата най-висока нота, E6 – първата нота от свирещия регистър, може да бъде чута на песента „Born Villain“ Hey, Cruel World".

## Произход и младежки години
Брайън Уорнър е син на Хю Ангъс Уорнър и Барбара Уорнър, роден е в Кантън, Охайо. Хю се е бил във Виетнам, където е бил изложен на силен хербицид, наречен Agent Orange (използван от американската армия за военни цели). Брайън посещава християнско училище, но е отвратен от лицемерието, с което се сблъсква там. Той вижда една религия, проповядваща повече страх, отколкото добродетели. Проповедите, предричащи Апокалипсиса, са оказали траен ефект върху неговите представи.
На 18 години Брайън се премества във Форт Лодърдейл, Флорида, където по-късно завършва университета Глен Оук. Малко по-късно започва работа като музикален журналист. И ето че един ден взима интервю от Трент Резнър (вокалист и основател на групата Nine Inch Nails). Двамата се сприятеляват и първият албум на групата излиза под лейбъла на Резнър, Nothing.

## Филмова кариера
Менсън има епизодични или второстепенни роли в няколко значими филма, въпреки че няколко негови изяви са изрязани или името му е пропуснато от списъка на участниците. Някои от по-известните му филмови песни са включени във филмите „От ада“ (From hell), „Матрицата“ (Matrix) и „Заразно зло“ (Resident Evil). Първата му киноизява е в ролята на порнографски актьор във филма на Дейвид Линч „Изгубената магистрала“ (Lost Highway) през 1997. През 1998 г. играе малка роля във филма на бившата си приятелка Роуз Макгауън „Опасна игра“ (Jawbreaker) и поддържаща роля в Party Monster през 2003 г. като травестита Кристина. Венецът на неговата актьорска изява е участието му в документалния политически филм на Майкъл Мур „Гимназията Кълъмбайн“(Bowling for Columbine), където говори за влиянието на музиката си върху престъпността.
През 2004 г. Менсън участва във филма „Сърцето лъже за всичко“ (The Heart Is Deceitful Above All Things). Също така озвучава Едгар Сивия в компютърната игра „Зона 51“. Следващите му филмови участия включват ролята на барман в Rise of the dead  (2006) с участието на Луси Лиу. Той се е снимал в епизодични роли в сериалите "Веднъж в приказката", "На дъното", "Блудната Калифорния" и в пилотната серия от първия сезон на сериала "Салем".
Мерилин Менсън получи роля в 7-ия заключителен сезон на моротисткия сериал "Синове на анархията". Той изигра ролята на Рон Тули - бял расист, който Джекс (Чарли Ханъм) подло използва, за да разшири сферата на влиянието си.

## Кариера на художник
Мерилин Менсън е и акварелен художник. Изложби на неговото творчество се състоят в Лос Анджелис на 13 и 14 септември 2002 г., в Париж на 14 септември 2004 г. и на следващия ден в Берлин. Много от неговите картини са продадени за над 5000 долара. Сред купувачите са Джак Озбърн, Никълъс Кейдж, Дейв Наваро и Анди Дик. На 31 октомври 2006 г. отваря врати негова собствена галерия в Холивуд.
Менсън започва съставянето на книга, съдържаща всичките му творби, която излиза през 2007 г.
През 1998 г. музикантът издава своята автобиографична книга „The Long Hard Road Out of Hell“.
Менсън нарича своето движение в изкуството „Celebritarian Corporation“. През януари 2006 г. на официалния му сайт са качени много от неговите нови картини. Подробности можете да намерите тук.

## Видео игри
В играта „Зона 51“, издадена през 2005 г., Менсън озвучава извънземно (на име Едгар), наред с Дейвид Духовни и Пауърс Бути. Мерилин Менсън също така е и герой от видеоиграта „MTV Celebrity Deathmatch“, където се появява още на първо ниво и е лесен за убиване.

## Личен живот
Близките на Мерилин Менсън имат противоречиви впечатления за неговата личност. Бившата му жена Дита фон Тийз говори за него като за искрен и страстен човек, а родителите му нерядко изразяват гордостта си от него и неговата кариера. Менсън обаче има зад гърба си немалко скандални и разрушителни връзки.
Не е тайна, че никой от първите членове на групата не се е задържал до днес. Най-дълъг стаж има Мадона Уейн Гейси или Пого (чийто предшественик членува само няколко седмици). Споровете около изгонването на някои дългогодишни музиканти са завършили в съда.
Менсън дори става известен с репликата си: „Винаги съм смятал, че другите хора са заменими“.
Неофициални кадри от турнета показват как Менсън се държи доста грубо и надменно с феновете и журналистите.
Общата представа за него е като за един доста интелигентен човек, силно движен от собствените си амбиции. Но времето е показало, че тези, които не му помагат в постигането на целите му, не издържат дълго.
След като Менсън се разделя с актрисата Евън Рейчъл Уд, тръгва с Айсани Грифит.
Мерилин Менсън има собствена марка абсент.

## Дискография

### Албуми
- Portrait of an American Family (19 юни 1994)
- Antichrist Superstar (8 октомври 1996)
- Mechanical Animals (15 септември 1998)
- The Last Tour On Earth (Live – албум, 13 ноември 1999)
- Holy Wood (In the Shadow of the Valley of Death) (14 ноември 2000)
- The Golden Age of Grotesque (13 май 2003)
- Lest We Forget (2004)
- Eat Me, Drink Me (5 юни 2007)
- The High End of Low (26 май 2009)
- Born Villain  (1 май 2012)
- The Pale Emperor (19 януари 2015)
- Heaven Upside Down (2017)
- We Are Chaos (2020)
- One Assassination Under God - Chapter 1 (2024)

### Видео албуми
- Dead to the World (10 февруари 1998)
- God Is in the TV (2 ноември 1999)
- Guns, God and Govermment (29 октомври 2002)
- Guns, God and Government – Live in L.A. (17 ноември 2009)
- Born Villain (28 август 2011)

### Сингли
- Get Your Gunn (1994)
- Lunchbox (1995)
- Sweet Dreams (Are Made of This) (1995)
- The Beautiful People (1996)
- Tourniquet Road Out of Hell (1997)
- The Dope Show (1998)
- I Don't Like the Drugs (But the Drugs Like Me) (1999)
- Rock Is Dead (1999)
- Disposable Teens (2000)
- The Fight Song (2001)
- The Nobodies (2001)
- Tainted Love (2002)
- mOBSCENE (2003)
- This Is the New Shit (2003)
- Personal Jesus (2004)
- The Nobodies 2005 (2005)
- Heart-Shaped Glasses (When the Heart Guides the Hand) (2007)
- Putting Holes in Happiness" (2007)
- We're from America (2009)
- Arma-goddamn-motherfuckin-geddon (2009)
- No Reflection (2012)
- Slo-Mo-Tion (2012)